# Liste der Gebietsänderungen in Sachsen 1991
Die Liste der Gebietsänderungen in Sachsen 1991 enthält Änderungen an Gemeindegebieten des Freistaats Sachsen in der Zeit vom 1. Januar 1991 bis zum 31. Dezember 1991. Dazu zählen unter anderem Zusammenschlüsse und Trennungen von Gemeinden, Eingliederungen von Gemeinden in eine andere, Änderungen des Gemeindenamens und Umgliederungen von Teilen einer Gemeinde in eine andere.

In Sachsen kam es im Jahr 1991 zu 13 Gemeindegebietsänderungen, davon vier Eingliederungen, vier Namensänderungen, eine Gemeindetrennung, eine Umgliederung sowie drei Zusammenschlüsse von Gemeinden. Von den entstandenen Gemeinden existiert heute noch eine, die anderen wurden durch spätere Gebietsänderungen aufgelöst.
Im Jahr 1990 kam es nach der Gründung des Freistaates Sachsen am 3. Oktober zu keinen Gebietsänderungen.

## Legende
- Datum: juristisches Wirkungsdatum der Gebietsänderung
- Gemeinde vor der Änderung: Gemeinde vor der Gebietsänderung
- Gebietsänderung: Art der Gebietsänderung
- Gemeinde nach der Änderung: Gemeinde nach der Gebietsänderung
- Landkreis: Landkreis der Gemeinde nach der Gebietsänderung
- OT: Ortsteil

Die Sortierung erfolgt chronologisch: Datum, kreisfreie Städte, Landkreise, aufnehmende oder neu gebildete Gemeinde. Heute noch bestehende Gemeinden sind farbig unterlegt.

## Liste der Gebietsänderungen
| Datum      | Gemeinde vor der Änderung | Gebietsänderung    | Gemeinde nach der Änderung | Landkreis      |
| ---------- | --- | ------------------ | -------------------------- | -------------- |
| 01.01.1991 | Bretnig mit Hauswalde | Namensänderung zu  | Bretnig-Hauswalde          | Bischofswerda  |
| 01.01.1991 | Malter-Paulsdorf mit Malter, Paulsdorf                                                                                                 | Trennung in        | Malter, Paulsdorf          | Dippoldiswalde |
| 01.01.1991 | Höckendorf, Obercunnersdorf | Zusammenschluss zu | Höckendorf                 | Dippoldiswalde |
| 01.01.1991 | Töpeln mit Pischwitz, Schweta, Wöllsdorf                                                                                               | Eingliederung nach | Ziegra                     | Döbeln         |
| 01.01.1991 | Burg | Eingliederung nach | Burghammer                 | Hoyerswerda    |
| 01.03.1991 | Bockelwitz mit Clennen, Dobernitz, Doberquitz, Kroptewitz, Leuterwitz, Nicollschwitz Sitten, Börtewitz mit Kleinpelsen, Großpelsen     | Zusammenschluss zu | Bockelwitz                 | Döbeln         |
| 01.03.1991 | Schönbach mit Zschetzsch, Sermuth | Zusammenschluss zu | Sermuth-Schönbach          | Grimma         |
| 01.05.1991 | Dorf der Jugend | Namensänderung zu  | Adelsdorf                  | Großenhain     |
| 29.05.1991 | Helbigsdorf mit Blankenstein | Namensänderung zu  | Helbigsdorf-Blankenstein   | Freital        |
| 13.06.1991 | Niedergoseln mit Grauschwitz, Lüttnitz, Mahris, Niedergoseln, Ockritz, Oetzsch, Schlanzwitz, Schwednitz, Schweta, Wetitz, Zschannewitz | Namensänderung zu  | Schweta                    | Oschatz        |
| 01.07.1991 | Bockwitz mit Meuselwitz | Eingliederung nach | Zschadraß                  | Grimma         |
| 01.07.1991 | Schneeberg Fläche mit 571 Einwohnern                                                                                                   | Umgliederung nach  | Schlema                    | Aue            |
| 01.12.1991 | Pönitz | Eingliederung nach | Taucha                     | Leipzig        |

## Quelle
- Statistisches Landesamt Sachsen: Gebietsänderungen ab 3. Oktober 1990 bis 31. Dezember 1993 (XLSX-Datei; 30 kB)